# Опенхајм
Опенхајм (њем. Oppenheim) град је у њемачкој савезној држави Рајна-Палатинат. Једно је од 66 општинских средишта округа Мајнц-Бинген. Према процјени из 2010. у граду је живјело 7.024 становника. Посједује регионалну шифру (AGS) 7339049.

## Географски и демографски подаци
Опенхајм се налази у савезној држави Рајна-Палатинат у округу Мајнц-Бинген. Град се налази на надморској висини од 100 метара. Површина општине износи 7,1 km². У самом граду је, према процјени из 2010. године, живјело 7.024 становника. Просјечна густина становништва износи 991 становника/km².